# NGC 187

NGC 187

 إن جي سي 187 أو NGC 187 هي مجرة في كوكبة قيطس اكتشفت في 1886.

## روابط خارجية
- NGC 187 على موقع ويكي سكاي: DSS2, SDSS, GALEX, IRAS, Hydrogen α, X-Ray, Astrophoto, Sky Map, Articles and images